# Korwa
Korwa è una suddivisione dell'India, classificata come census town, di 6.045 abitanti, situata nel distretto di Sultanpur, nello stato federato dell'Uttar Pradesh. 